# Motor asíncrono

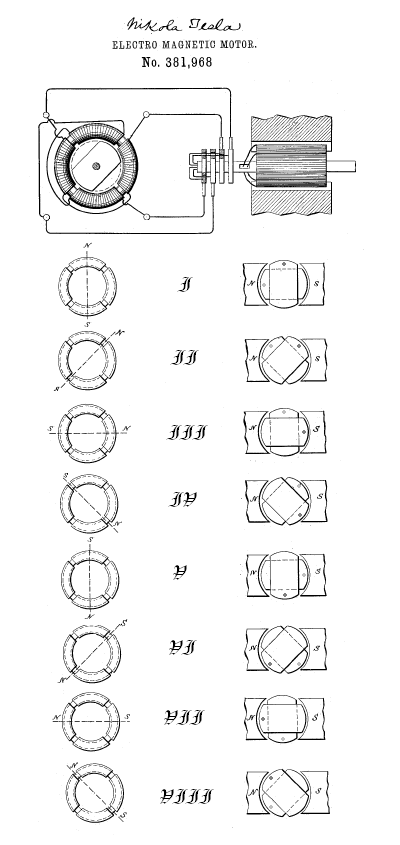
Patente estadounidense n.º 381.968, correspondiente al motor asíncrono ideado por Tesla.

El motor asíncrono  o motor de inducción es un motor eléctrico de corriente alterna, en el cual su rotor gira a una velocidad diferente a la del campo magnético del estator. 
El motor asíncrono trifásico está formado por un rotor, que puede ser de dos tipos: a) de jaula de ardilla; b) bobinado, y un estator, en el que se encuentran las bobinas inductoras. Estas bobinas son trifásicas y están desfasadas entre sí 120° en el espacio. Según el teorema de Ferraris, cuando por estas bobinas circula un sistema de corrientes trifásicas equilibradas, cuyo desfase en el tiempo es también de 120°, se induce un campo magnético giratorio que envuelve al rotor. Este campo magnético variable va a inducir una tensión eléctrica en el rotor según la ley de inducción de Faraday:
La diferencia entre el motor a inducción y el motor universal es que en el motor a inducción el devanado del rotor no está conectado al circuito de excitación del motor sino que está eléctricamente aislado. Tiene barras de conducción en todo su largo, incrustadas en ranuras a distancias uniformes alrededor de la periferia. Las barras están conectadas con anillos (en cortocircuito) a cada extremidad del rotor. Están soldadas a las extremidades de las barras. Este ensamblado se parece a las pequeñas jaulas rotativas para ejercitar a mascotas como hámsteres y por eso a veces se llama "jaula de ardillas", y los motores de inducción se llaman motores de jaula de ardilla.
{\displaystyle {\mathcal {E}}=-N{d\Phi  \over dt}}
Entonces se da el efecto Laplace (o efecto motor): todo conductor por el que circula una corriente eléctrica, inmerso en un campo magnético experimenta una fuerza que lo tiende a poner en movimiento. Simultáneamente se da el efecto Faraday (o efecto generador): en todo conductor que se mueva en el seno de un campo magnético se induce una tensión.
El campo magnético giratorio, a velocidad de sincronismo, creado por el bobinado del estator, corta los conductores del rotor, por lo que se genera una fuerza magnetomotriz de inducción. 
La acción mutua del campo giratorio y las corrientes existentes en los conductores del rotor, originan una fuerza electrodinámica sobre dichos conductores del rotor, las cuales hacen girar el rotor del motor.
La diferencia entre las velocidades del rotor y el campo magnético se denomina deslizamiento o resbalamiento.

## Historia

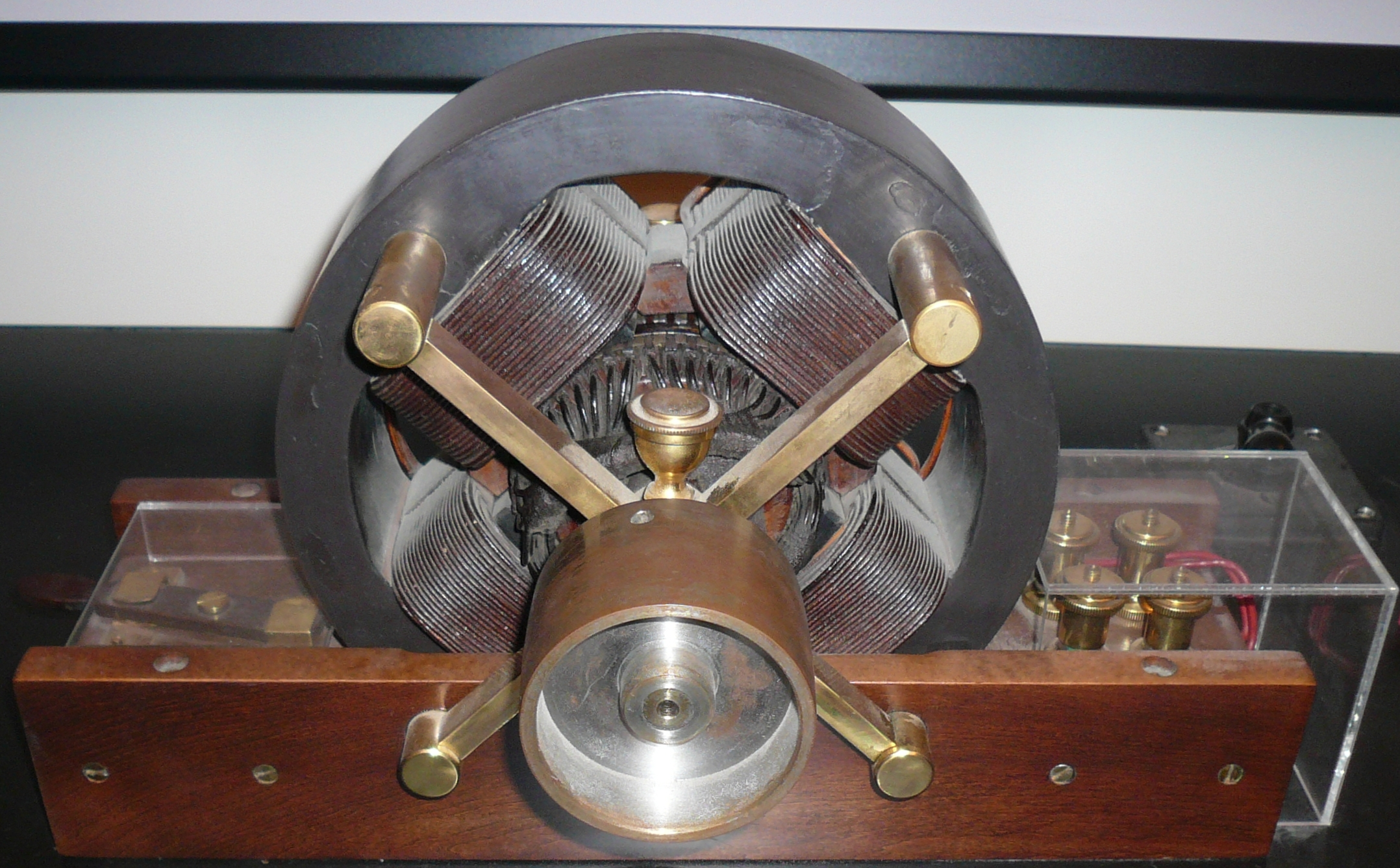
Un modelo del primer motor de inducción de Nikola Tesla en el Museo Tesla en Belgrado, Serbia

En 1824, el físico francés François Arago formuló la existencia de campos magnéticos rotatorios, denominados rotaciones de Arago. En 1879, Walter Baily demostró que, al encender y apagar manualmente los interruptores, se trataba del primer motor de inducción primitivo.
El primer motor de inducción de corriente alterna monofásico sin conmutador fue inventado por el ingeniero húngaro Ottó Bláthy; utilizó el motor monofásico para impulsar su invento, el medidor de electricidad.
Los primeros motores de inducción polifásicos sin conmutador de CA fueron inventados independientemente por Galileo Ferraris y Nikola Tesla; el primero demostró un modelo de motor funcional en 1885 y el segundo en 1887. Tesla solicitó patentes estadounidenses en octubre y noviembre de 1887 y obtuvo algunas de ellas en mayo de 1888. En abril de 1888, la Real Academia de Ciencias de Turín publicó la investigación de Ferraris sobre su motor polifásico de CA, detallando los fundamentos del funcionamiento del motor. En mayo de 1888, Tesla presentó el documento técnico Un nuevo sistema para motores y transformadores de corriente alterna al Instituto Americano de Ingenieros Eléctricos (AIEE) que describía tres tipos de motores de cuatro polos de estator: uno con un rotor de cuatro polos que forma un motor de reluctancia sin arranque automático, otro con un rotor bobinado que forma un motor de inducción con arranque automático y el tercero un motor síncrono verdadero con una fuente de CC excitada por separado al devanado del rotor.

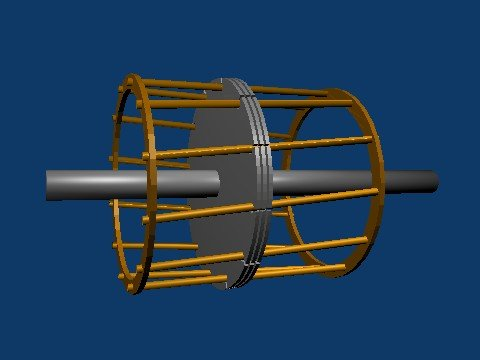
Construcción de rotor de jaula de ardilla, que muestra solo las tres laminaciones centrales

George Westinghouse, que en ese momento estaba desarrollando un sistema de energía de corriente alterna, obtuvo la licencia de las patentes de Tesla en 1888 y compró una opción de patente estadounidense sobre el concepto de motor de inducción de Ferrari. Tesla también trabajó como consultor durante un año. El empleado de Westinghouse CF Scott fue asignado para ayudar a Tesla y más tarde se hizo cargo del desarrollo del motor de inducción en Westinghouse. Firme en su promoción del desarrollo trifásico, Mikhail Dolivo-Dobrovolsky inventó el motor de inducción de rotor de jaula en 1889 y el transformador de tres ramas en 1890. Además, afirmó que el motor de Tesla no era práctico debido a las pulsaciones bifásicas, lo que lo impulsó a persistir en su trabajo trifásico. Aunque Westinghouse logró su primer motor de inducción práctico en 1892 y desarrolló una línea de motores de inducción polifásicos de 60 hercios en 1893, estos primeros motores Westinghouse eran motores bifásicos con rotores bobinados hasta que BG Lamme desarrolló un rotor de bobinado de barra giratoria.
La General Electric Company (GE) comenzó a desarrollar motores de inducción trifásicos en 1891. En 1896, General Electric y Westinghouse firmaron un acuerdo de licencia cruzada para el diseño de rotor de bobinado de barras, más tarde llamado rotor de jaula de ardilla. Arthur E. Kennelly fue el primero en sacar a la luz el pleno significado de los números complejos (utilizando j para representar la raíz cuadrada de menos uno) para designar el operador de rotación de 90º en el análisis de problemas de CA. Charles Proteus Steinmetz de GE mejoró la aplicación de cantidades complejas de CA y desarrolló un modelo analítico llamado circuito equivalente de Steinmetz del motor de inducción.
Las mejoras en los motores de inducción que surgieron a partir de estas invenciones e innovaciones fueron tales que un motor de inducción moderno de 100 caballos de fuerza tiene las mismas dimensiones de montaje que un motor de 7,5 caballos de fuerza en 1897.

## Constitución del motor asíncrono
La parte fija del circuito magnético (estator) es un anillo cilíndrico de chapa magnética ajustado a la carcasa que lo envuelve. La carcasa tiene una función puramente protectora. En la parte interior del estator van dispuestos unas ranuras donde se coloca el bobinado(correspondiente).
En el interior del estator va colocado el rotor, que es un cilindro de chapa magnética fijado al eje. En su periferia van dispuestas unas ranuras en las que se coloca el bobinado correspondiente.
El entrehierro de estos motores es constante en toda su circunferencia y su valor debe ser el mínimo posible.

### Circuitos eléctricos
Los dos circuitos eléctricos van situados uno en las ranuras del estator (primario) y otro en las del rotor (secundario), que está cortocircuitado. 
El rotor en cortocircuito puede estar formado por bobinas que se cortocircuitan en el exterior de la máquina directamente o mediante reostatos; o bien, puede estar formado por barras de cobre colocadas en las ranuras, que han de ser cuidadosamente soldadas a dos anillos del mismo material, llamados anillos de cortocircuito. Este conjunto de barras y anillos forma el motor jaula de ardilla. 
También existen motores asíncronos monofásicos, en los cuales el estator tiene un devanado monofásico y el rotor es de jaula de ardilla. Son motores de pequeña potencia y en ellos, en virtud del Teorema de Leblanc, el campo magnético es igual a la suma de dos campos giratorios iguales que rotan en sentidos opuestos. Estos motores monofásicos no arrancan por sí solos, por lo cual se debe disponer algún medio auxiliar para el arranque (fase partida :resistencia o condensador, polo blindado).

## Conceptos básicos de los motores de inducción
La velocidad de rotación del campo magnético o velocidad de sincronismo está dada por:
Donde {\displaystyle f_{e}} es la frecuencia del sistema, en Hz, y {\displaystyle p} es el número de pares de polos en la máquina. Estando así la velocidad dada en revoluciones por minuto (rpm).
Lo que produce el voltaje inducido en la barra del rotor es el movimiento relativo del rotor en comparación con el campo magnético del estátor, esto se puede observar en la siguiente ecuación:
Donde:
{\displaystyle {\vec {v}}}: Velocidad de la barra en relación con el campo magnético
{\displaystyle {\vec {B}}}: Vector de densidad de flujo magnético
{\displaystyle \ell }: Longitud del conductor en el campo magnético
{\displaystyle \times }: Representa la operación "producto vectorial"

## Tipos constructivos

Esquema de motor de jaula de ardilla

El motor de jaula de ardilla consta de un rotor constituido por una serie de conductores metálicos (normalmente de aluminio) dispuestos paralelamente unos a otros, y cortocircuitados en sus extremos por unos anillos metálicos, esto es lo que forma la llamada jaula de ardilla por su similitud gráfica con una jaula de ardilla. Esta 'jaula' se rellena de material, normalmente chapa apilada o aluminio. De esta manera, se consigue un sistema {\displaystyle n}-fásico de conductores (siendo {\displaystyle n} el número de conductores, comúnmente 3) situado en el interior del campo magnético giratorio creado por el estator, con lo cual se tiene un sistema físico muy eficaz, simple, y muy robusto (básicamente, no requiere mantenimiento al carecer de escobillas).
El motor de rotor bobinado tiene un rotor constituido, en vez de por una jaula, por una serie de conductores bobinados sobre él en una serie de ranuras situadas sobre su superficie. De esta forma se tiene un bobinado en el interior del campo magnético del estator, del mismo número de polos, y en movimiento. Este rotor es mucho más complicado de fabricar y mantener que el de jaula de ardilla, pero permite el acceso al mismo desde el exterior a través de unos anillos que son los que cortocircuitan los bobinados. Esto tiene ventajas, normalmente es como la posibilidad de utilizar un reostato de arranque que permite modificar la velocidad y el par de arranque, así como el reducir la corriente de arranque.
En cualquiera de los dos casos, el campo magnético giratorio producido por las bobinas inductoras del estator genera unas corrientes inducidas en el rotor, que son las que producen el movimiento.

## Funcionamiento
El motor asincrónico funciona según el principio de inducción mutua de Faraday. Al aplicar corriente alterna trifásica a las bobinas inductoras, se produce un campo magnético giratorio, conocido como campo rotante, cuya frecuencia será igual a la de la corriente alterna con la que se alimenta al motor. Este campo al girar alrededor del rotor en estado de reposo, inducirá unas tensiones eléctricas que generará unas corrientes en el mismo. Estas producirán a su vez un campo magnético que seguirá el movimiento del campo estatórico, produciendo una cupla o par motor que hace que el rotor gire (principio de inducción mutua). No obstante, como la inducción en el rotor sólo se produce si hay una diferencia en las velocidades relativas del campo estatórico y el rotórico, la velocidad del rotor nunca alcanza a la del campo rotante. De lo contrario, si ambas velocidades fuesen iguales, no habría inducción y el rotor no produciría par. A esta diferencia de velocidad se la denomina "deslizamiento" y se mide en términos porcentuales, por lo que ésta es la razón por la cual a los motores de inducción se los denomina asincrónicos, ya que la velocidad rotórica difiere levemente de la del campo rotante.
El deslizamiento difiere con la carga mecánica aplicada al rotor, siendo máximo con la máxima carga aplicada al mismo. Sin embargo, a pesar de esto, el motor varía poco su velocidad, pero el par motor o cupla aumenta (y con ello la intensidad de corriente consumida) por lo que se puede deducir que son motores de velocidad constante.
Eléctricamente hablando, se puede definir al motor asincrónico como un Transformador eléctrico cuyos bobinados del estator representan el primario, y los devanados del rotor equivalen al secundario de un transformador en cortocircuito.
En el momento del arranque, producto del estado de reposo del rotor, la velocidad relativa entre campo estatórico y rotórico es muy elevada. Por lo tanto, la corriente inducida en el rotor es muy alta y el flujo de rotor (que se opone siempre al del estator) es máximo. Como consecuencia, la impedancia del estator es muy baja y la corriente absorbida de la red es muy alta, pudiendo llegar a valores de hasta 7 veces la intensidad nominal. Este valor no hace ningún daño al motor ya que es transitorio, y el fuerte par de arranque hace que el rotor gire enseguida, pero causa bajones de tensión abruptos y momentáneos que se manifiestan sobre todo como parpadeo en las lámparas lo cual es molesto, y puede producir daños en equipos electrónicos sensibles. Los motores de inducción están todos preparados para soportar esta corriente de arranque, pero repetidos y muy frecuentes arranques sin periodos de descanso pueden elevar progresivamente la temperatura del estator y comprometer la vida útil de los devanados del mismo hasta originar fallas por derretimiento del aislamiento. Por eso se utilizan en potencias medianas y grandes, dispositivos electrónicos de "arranque suave", que minimizan la corriente de arranque del motor.
Al ganar velocidad el rotor, la corriente del mismo disminuye, el flujo rotórico también, y con ello la impedancia de los devanados del estator, recordemos que es un fenómeno de inducción mutua. La situación es la misma que la de conectar un transformador con el secundario en corto a la red de CA y luego con una resistencia variable intercalada, ir aumentando progresivamente la resistencia de carga hasta llegar a la intensidad nominal del secundario. Por ende, lo que sucede en el circuito estatórico es un reflejo de lo que sucede en el circuito rotórico.

## Aplicaciones de los Motores Asincrónicos en Diversos Sectores
Los motores asincrónicos son esenciales en diversas aplicaciones debido a su robustez y eficiencia. A continuación, analizamos las aplicaciones industriales de estos motores:
1. Industria: En el ámbito de la manufactura, se utilizan en cintas transportadoras, bombas, compresores y maquinaria de producción.
2. Electrodomésticos: En lavadoras, ventiladores y refrigeradores.
3. Transporte: Son empleados en trenes, ascensores y sistemas de ventilación.
4. Construcción: En grúas, elevadores y cintas transportadoras.
5. Agricultura: En sistemas de riego y maquinaria agrícola.
6. Generación de energía: En generadores eléctricos.
7. Minería: En equipos de extracción.
8. Servicios: En ascensores y escaleras mecánicas.
9. Automatización: En robótica para manipulación de materiales.
10. Sector HVAC: En sistemas de calefacción, ventilación y aire acondicionado, son comunes en sistemas que requieren motores eficientes y de bajo mantenimiento.

## Control de motores asíncronos
Las técnicas de control más comunes son las 4 siguientes:
- Control de la tensión de línea aplicada al estátor.
- Control Voltaje-Frecuencia de línea o control escalar.
- Control de campo orientado (FOC).
- Control directo de par (DTC).

### Control de la tensión de línea aplicada al estátor
El control de la tensión de línea se realiza variando la tensión que alimenta al devanado del estátor. Esta tensión puede regularse variando el ángulo de encendido de tiristores. Este sistema introduce armónicos en la red y no se consigue un buen factor de potencia.

### Control voltaje-frecuencia de línea. Control escalar
Una bajada de la frecuencia produciría una bajada de la impedancia inductiva y si se mantiene la tensión ocasiona una subida de la corriente, lo que podría provocar que el motor se quemara. Este efecto se evita modificando ambos parámetros, pero manteniendo la relación V/Hz constante. 
La técnica que se utiliza para variar en proporción el voltaje aplicado en el estátor y la frecuencia aplicada es la modulación del ancho de pulso o PWM mediante conversión DC/AC. Mediante la modulación PWM, se convierte un voltaje de entrada en CC a un voltaje simétrico de salida en CA con la magnitud y frecuencia deseadas.
Dependiendo de la red de suministro, la regulación es diferente:
ç

#### Red de corriente alterna
Si la red es trifásica, 15 o 25 KV como en el AVE, se suele emplear un rectificador o convertidor de alterna en continua y un ondulador trifásico o inversor para obtener la frecuencia deseada o bien directamente, con la técnica PWM conectamos directamente el ondulador trifásico del que alimentamos los motores de tracción.
La ventaja del convertidor sobre el rectificador es que mantiene un factor de potencia próximo a uno, con un mejor rendimiento y con reversibilidad, lo que permite el frenado regenerativo del que hablaremos más adelante.
La energía eléctrica procedente de la red en forma de CA, monofásica o trifásica, llega a un rectificador que suministra CC a una etapa intermedia más o menos compleja, le sigue un inversor que genera la CA trifásica de salida y alimenta el motor. Para controlar todos estos elementos se necesitan varios elementos analógicos y digitales con sus correspondientes fuentes de alimentación y también algún sistema de programación, que permita introducir los parámetros de funcionamiento e indicar la consigna de velocidad o el par mecánico que se desea.

#### Red de corriente continua
En red CC se emplea el sistema troceador-ondulador. El troceador o chopper regula la tensión en continua que se aplica al ondulador actuando como un estabilizador de tensión. Se alimenta de la tensión de 3000 V de línea y genera otra continua de valor constante.
Con el ondulador el troceado de la tensión de alimentación se hace de forma más exhaustiva simulando la tensión de alimentación sinusoidal a los motores tanto por variación de amplitud como de frecuencia. Hoy día se consigue con IGBT´s y GTO´s.

#### Convertidores de frecuencia
Los convertidores de frecuencia son dispositivos que se alimentan de la red de suministro eléctrico y generan corriente alterna de cualquier frecuencia, normalmente para accionar motores de inducción a velocidad variable, actualmente todos son electrónicos, pero también se fabrican algunos convertidores electromecánicos. Estos últimos son más caros, más grandes y necesitan más cuidados, pero a cambio suministran una CA más sinusoidal, suelen utilizarse a frecuencia fija, para alimentar motores especiales y aparatos que han sido diseñados para alimentarse con frecuencias de 60 o 400 Hz.

### Control de campo orientado (FOC)
La finalidad de la modulación vectorial o control de campo orientado aplicado a las máquinas asincrónicas es lograr un tipo de control lineal, independizando a la corriente que produce el flujo magnético, de la corriente que produce el Par del motor. Para lograr esto, debido a que las máquinas asincrónicas no poseen dos bobinados desacoplados, se recurre a crear una referencia circuital ficticia y equivalente, de dos bobinados dispuestos en cuadratura (a 90° eléctricos) en el estátor, en reemplazo de los tres bobinados reales.
Se consigue transformar así el sistema trifásico de corrientes estatóricas en un sistema bifásico de corrientes en cuadratura, no estacionario, que gira sincrónicamente con el campo magnético del rotor. 
En consecuencia estas dos corrientes representan a los dos bobinados desacoplados y por lo tanto podrán controlarse en forma independiente. En este nuevo sistema de referencia las dos corrientes estatóricas son procesadas como vectores rotantes, de ahí el nombre de Control Vectorial o Modulación del Vector Espacial (SVM) o Control de Campo Orientado (FOC).
Existen dos tipos de control de campo orientado:
- El control vectorial directo, el cual se mide a través de sensores de efecto Hall o bobinas en el estátor o bien se estima a partir del modelo del motor y la medida de la tensión y la corriente en el estátor.
- El control vectorial indirecto, prescinde de medir o estimar el vector flujo del entrehierro, se hace imponiendo desde control el valor de flujo y par. El cálculo del controlador dependerá de los parámetros de la máquina, siendo el parámetro dominante a considerar la resistencia del rotor, la cual se puede calcular por varios métodos.

### Control directo de par (DTC)
En el control directo de par ofrece una respuesta muy rápida del par y buen comportamiento dinámico. Se calculan los valores instantáneos del par y del flujo a partir de las variables del estátor de la máquina. 
El par y el flujo se controlan directamente y de forma independiente mediante la sección óptima de los estados de conmutación del inversor. Los valores se comparan con la referencia y genera un error.
El error entra en un controlador y genera una señal  lógica que modifica el vector espacial de la tensión del inversor para que adopte el valor más idóneo. Así obliga al vector de flujo del entrehierro a variar según el valor de referencia.
El par motor se controla con la rotación del vector del flujo del estátor utilizando estados de conmutación adecuados. En el mismo tiempo se controla la magnitud del vector de flujo del estator de la misma manera, es decir, con la utilización de estado de conmutación del inversor. Este valor se puede cambiar según los requisitos de la consigna del flujo. Los valores calculados del par y del flujo se comparan con sus consignas, los errores entran en los controladores de histéresis. Sus salidas son señales lógicas de valores discretos ± 1,0 que se aplican a la tabla de conmutación que elige uno de los ocho estados posibles del vector espacial de la tensión del inversor.
Su principal diferencia con los otros métodos de control anteriores es que en el DTC no existe un modulador PWM separado, sino que la posición de los interruptores del convertidor de potencia se determina directamente por el estado electromagnético del motor. Para ello es necesario disponer de un modelo muy exacto del motor junto con una elevadísima capacidad de cálculo.